# Christina Ibsen Meyer
Christina Nørby Ibsen (født 10. august 1966) er en dansk skuespiller og sanger og datter af Claus Nørby.
Ud over roller i film, tv og reklamefilm har hun bl.a. sunget titelmelodien til TV 2's julekalender Pyrus i Alletiders Eventyr.

## Privat
Christina Nørby Ibsen har fra 1991 til 2019 været gift med tv-værten Bubber.  

## Udvalgt filmografi
- Falkehjerte (1999) - Katjas mor
- Juliane (2000) - Ella
- Send mere slik (2001) - Plejeassistent
- De grønne slagtere (2003) - Kunde
- Møgunger (2003) - Maria
- Min søsters børn i Ægypten (2004) - Salgsassistent
- Vølvens forbandelse (2009) - Læge